# 리오네로산니티코
리오네로산니티코(이탈리아어: Rionero Sannitico)는 이탈리아 몰리세주 이세르니아도의 코무네다. 캄포바소로부터 북서쪽 45km, 이세르니아에서 북서쪽 15km 거리에 있다.